# Catogenus decoratus
Catogenus decoratus là một loài bọ cánh cứng trong họ Passandridae. Loài này được Newman miêu tả khoa học năm 1839.